# Svarttjärnen (Arvidsjaurs socken, Lappland, 727827-163473)
Svarttjärnen är en sjö i Arvidsjaurs kommun i Lappland och ingår i Byskeälvens huvudavrinningsområde. Sjön har en area på 0,0748 kvadratkilometer och ligger 436,1 meter över havet.

## Delavrinningsområde
Svarttjärnen ingår i det delavrinningsområde (727750-163504) som SMHI kallar för Inloppet i Skidträsket. Medelhöjden är 440 meter över havet och ytan är 14,39 kvadratkilometer. Räknas de 3 avrinningsområdena uppströms in blir den ackumulerade arean 59,86 kvadratkilometer. Garneälven som avvattnar avrinningsområdet har biflödesordning 3, vilket innebär att vattnet flödar genom totalt 3 vattendrag innan det når havet efter 176 kilometer. Avrinningsområdet består mestadels av skog (56 procent) och sankmarker (44 procent). Avrinningsområdet har 0,07 kvadratkilometer vattenytor vilket ger det en sjöprocent på 0,5 procent.